# Ankify
Ankify is een schiereiland van Madagaskar gelegen in de regio Diana. Het ligt ten zuiden van de eilanden Nosy Be en Nosy Komba. Er is een kleine haven die het mogelijk maakt om van hier naar deze eilanden te varen. Op het uiterste punt ligt het dorp Doany. De zeebodem rondom het schiereiland is bekleed met een koraalrif. Het ligt ten zuiden van het grotere schiereiland Ambato.

## Toegang
Er is een weg van 20 kilometer aangelegd om naar Ankify te komen. Het is ook mogelijk om er te komen met de boot vanuit Nosy Be.

## Economie
De belangrijkste inkomsten komen van de haven, een belangrijk uitgangspunt voor reizigers en goederen naar Nosy Be. Ook wordt er veel gevist, waarvan de opbrengst verkocht wordt in Ambanja. Op de berg die op het schiereiland staat zijn talloze boerderijen. Deze berg is met 300 meter het hoogste punt. In de afgelopen jaren is vooral het toerisme de bron van inkomsten voor de bewoners, voornamelijk dankzij de hotels in Doany.

## Toerisme
Toeristen komen voornamelijk naar Ankify om er te wandeling of te snorkelen bij het koraalrif van Doany. Verder zijn er veel excursies voor toeristen, waar men veel geld mee verdient.

## Natuur
Er komen veel bijzondere dieren op en rond Ankify voor, zoals kameleons (Furcifer pardalis), lemuren, zeeschildpadden en ook dolfijnen.